# Euryopis camis
Euryopis camis là một loài nhện trong họ Theridiidae.
Loài này thuộc chi Euryopis. Euryopis camis được Herbert Walter Levi miêu tả năm 1963.